# Thomas Love Peacock
Thomas Love Peacock (ur. 18 października 1785, zm. 23 stycznia 1866 w Weymouth) – angielski poeta, eseista i satyryk.
W swojej twórczości kreślił portrety znanych osobistości współczesnej sceny politycznej i kulturalnej, posługując się błyskotliwymi dialogami (Nightmare Abbey 1818, Crotchet Castle 1831). Był też autorem romansów o satyrycznej wymowie, które oparł na motywach średniowiecznych podań i legend angielskich i walijskich (Maid Marian 1822, The Misfortunes of Elphin 1829). W swoim słynnym eseju The Four Ages of Poetry (1820) zaatakował modny wówczas romantyczny kult sztuki, czym sprowokował Percy'ego Bysshe Shelleya do równie słynnej odpowiedzi pt. Obrona Poezji (powst. 1821, wyd. 1840).